# Stepnoi (Gretxànaia Balka)
Stepnoi - Степной (rus) - és un khútor del krai de Krasnodar, a Rússia. És a 18 km al nord-oest de Kalíninskaia i a 75 km al nord-oest de Krasnodar. Pertany al khútor de Gretxànaia Balka.